# Kaliese Spencer
Kaliese Spencer, född den 6 maj 1987 i Westmoreland, är en jamaicansk friidrottare som tävlar i häcklöpning.
Spencer började att tävla på 800 meter men valde senare att gå över till 400 meter häck. Hon vann 2006 VM-guld för juniorer vid VM i Peking. Året efter deltog hon vid VM 2007 i Osaka där hon slutade åtta i sin semifinal på 400 meter häck. 
Vid VM 2009 var hon i final på 400 meter häck och slutade då fyra på tiden 53,56. Hon sprang även i försöken i det jamaicanska stafettlaget på 4 x 400 meter. Laget slutade tvåa i finalen bakom USA.

## Personliga rekord
- 400 meter häck - 53,56 från 2009